# Misión del Socorro (Texas)
La Misión Nuestra Señora de la Limpia Concepción del Pueblo de Socorro o Misión Socorro es una misión de origen novohispano del siglo XVII situada en Socorro, en Texas, EE. UU.
Su iglesia se encuentra en servicio y pertenece a la diócesis de El Paso. 

## Toponimia
Desde su fundación en 1680 la misión tuvo varias denominaciones como San Pedro de Alcántara, La Limpia Concepción, La Purísima Concepción, San Miguel o La Purísima.

## Historia
En 1680 la Revuelta Pueblo expulsó a los españoles y a sus aliados de la provincia de Santa Fe de Nuevo México. Mientras que parte de los habitantes de Santa Fe de Nuevo México marcharon a Arizona, otros se establecieron en torno al río Grande donde se encontraba la  misión de Guadalupe de los Mansos en el Paso del río del Norte. La población misional de Socorro fue fundada por el padre franciscano Antonio Guerra por mandato del gobernador Antonio de Otermín para los Piro, Tano y Jémez desplazados desde Santa Fe de Nuevo México.  
En 1692 Diego de Vargas recobró la soberanía española de Santa Fe de Nuevo México, época en la que había sesenta familias Piro en la misión. La misión se convirtió en una población agrícola notable gracias a las fértiles vegas del río. En 1744 se edificó una nueva iglesia. Para 1760 el obispo de Durango Pedro de Tamarón y Romeral informaba de más de 400 vecinos en la misión. 
En 1829, en época de la República de Texas, la misión sufrió importantes daños debido la inundación del río Grande.  
Pertenece a la diócesis de El Paso, habiendo sido atendida por franciscanos, por sacerdotes diocesanos y por jesuitas de 1881 a 1978. 
Una réplica a tamaño real de la misión se mostró en la exhibición de El Paso de 1936 en la celebración del centenario de la República de Texas (1836-1845), en el Cotton Bowl de Dallas, siendo posteriormente fue desmantelada y reconstruida como Iglesia de San Antonio en Dallas. 

## Descripción

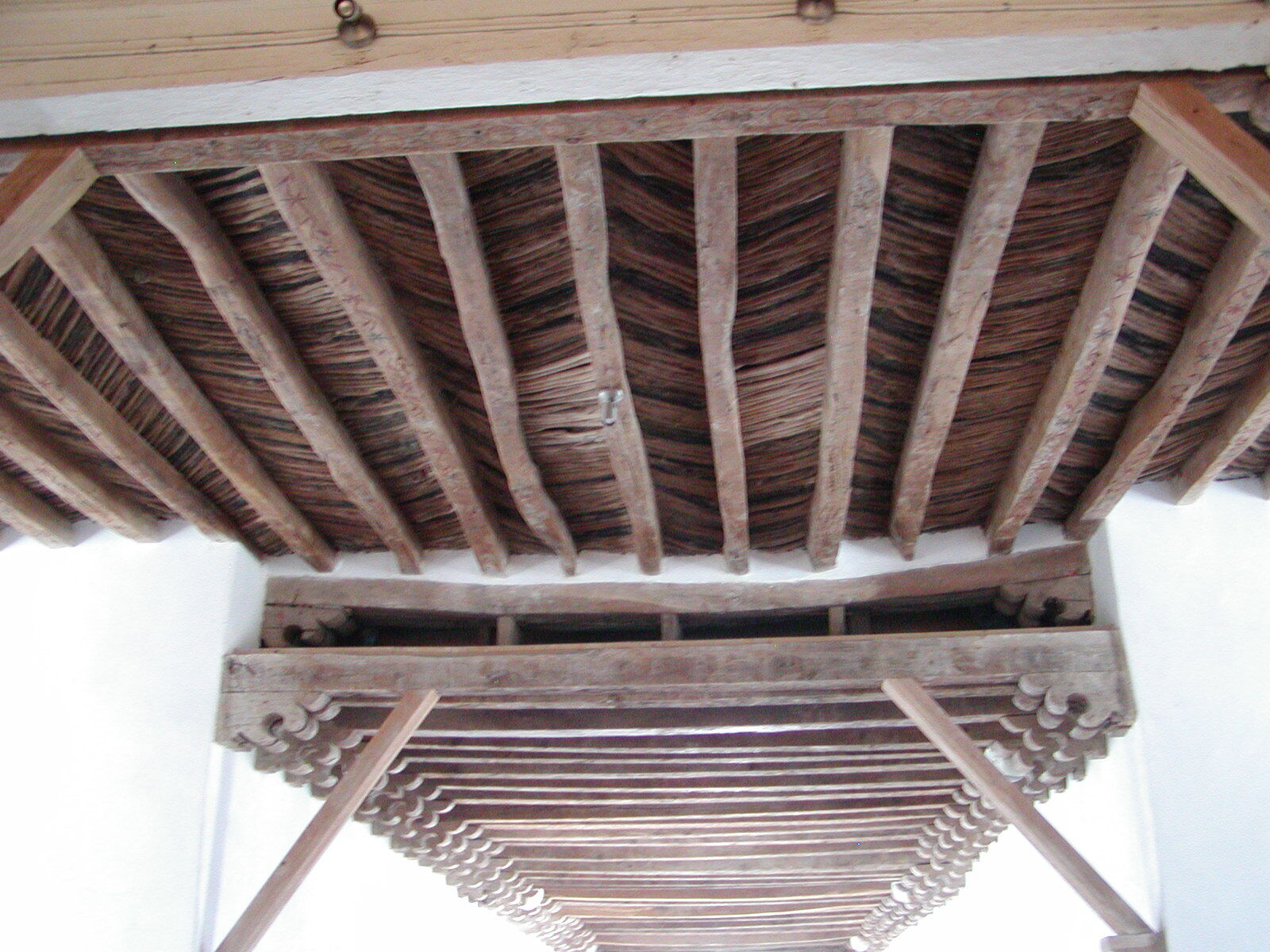
Vigas originales del de la iglesia de la misión Socorro.

En 1839 se reconstruyó la iglesia empleando adobe revestido con estuco. Su fachada actual data de 1880. Las vigas, finamente pintadas y decoradas, son de la misión del siglo XVIII y fueron reutilizadas cuando se construyó la iglesia actual.En 1980 se llevaron a cabo obras de consolidación y trabajos arqueológicos que identificaron viviendas y otras construcciones de la misión con apoyo de la Comisión Histórica de Texas.
Alberga la talla de San Miguel, patrón de Socorro, cuyas fiestas patronales se celebran en septiembre.
Las iniciativas para la puesta el valor del patrimonio de Socorro comprenden tanto la iglesia de la misión Socorro como el Camino Real de Tierra Adentro. 